# خوزه آنخل ایریبار
خوزه آنخل ایریبار (به اسپانیایی: José Ángel Iribar) بازیکن فوتبال اهل اسپانیا است که از سال ۱۹۶۴ تا ۱۹۷۶ میلادی عضو تیم ملی فوتبال اسپانیا بوده و در ۴۹ بازی ملی حضور داشته‌است. او در بازی‌های ملی‌اش ۴۲ گل به ثمر رساند.